# Zehnt

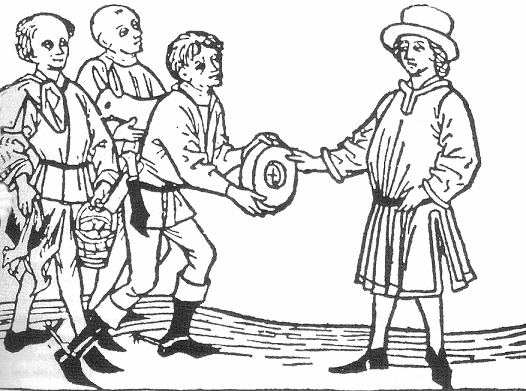
Zehntabgabe von Bauern bei einem Grundherrn

Der Begriff Zehnt, Zehent, Zehnter, Zehend, der Zehnte (auch Kirchenzehnter; lateinisch decima [pars], „zehnter Teil“, mittelniederdeutsch teghede) oder Dezem (von lateinisch decem „zehn“) bezeichnet eine Steuer in Form von Geld oder Naturalien an eine geistliche (etwa Domkapitel, Pfarrkirche) oder eine weltliche (König, Grundherr) Institution. Der Zehnt der Bauern ist in den Quellen zumeist als eine unabhängig von der Erntemenge festgelegte Abgabe dokumentiert, die auch 30 % überschreiten konnte.
Eine solche Abgabe war bereits im Altertum in verschiedenen Kulturen nicht nur des Orients bekannt und über das Mittelalter bis in die frühe Neuzeit üblich.
Die Zehntherrschaft war eine Form der Feudalrente und stellte für die Bauern in Mittelalter und Frühneuzeit eine hohe Belastung dar; sie hat nur bedingt Gemeinsamkeiten mit dem Zehnt.

## Der Zehnte in der hebräischen Bibel
Die Entrichtung des Zehnten ist eng mit dem jüdischen Kalender und den landwirtschaftlichen Zyklen verknüpft, besonders in der biblischen Zeit, als der Zehnt vor allem auf landwirtschaftliche Produkte bezogen war. Die verschiedenen Arten des Zehnten wurden in bestimmten Jahren und zu bestimmten Zeiten im Jahr abgegeben, was mit den religiösen und landwirtschaftlichen Zyklen des jüdischen Kalenders zusammenhängt. Die Tora verpflichtet jeden Juden, jährlich den zehnten Teil der Ernte für die Armen sowie für die Priester und Leviten, die den Gottesdienst im Tempel verrichteten, abzugeben. Diese Abgabe muss jedes Jahr erfolgen, weshalb es verboten ist, den Zehnten einer Ernte mit dem Zehnten einer anderen Ernte zu verrechnen. Der Zehnt hatte auch eine gemeinschaftsbildende Funktion. Indem alle Mitglieder der Gesellschaft oder zumindest diejenigen, die landwirtschaftliche Erträge erzielten, verpflichtet waren, einen Teil ihrer Ernte abzugeben, wurde ein Gefühl der gemeinsamen Verantwortung für das Wohl der Gemeinschaft geschaffen. Es war nicht nur eine religiöse Pflicht, sondern auch eine kollektive Verpflichtung, die das Gemeinschaftsgefühl stärkte, damit stellte der Zehn auch ein soziales Instrument dar, das Gerechtigkeit, Solidarität und Gemeinschaftssinn innerhalb der Gesellschaft förderte.
Der Zehnt (hebräisch מַעֲשֵׂר ma'aser) wird an mehreren Stellen in der Tora erwähnt, insbesondere im 5. Buch Mose (Deuteronomium) und in den drei Büchern Mose (Levitikus, Numeri, Exodus). Es gibt verschiedene Arten von Zehnten, die für unterschiedliche Zwecke bestimmt sind:
- Ma'aser Rishon (hebräisch מַעֲשֵׂר רִאשׁוֹן ‚der erste Zehnt‘), der Zehnt ging an die Leviten, die Priesterkaste, die im Jerusalemer Tempel dienten und keine eigene Landzuteilung hatten. Der Zehnt wurde von den Israeliten abgegeben, um die Leviten zu unterstützen, die sich ausschließlich dem Dienst in heiligen Angelegenheiten widmeten,  Num 18,21-24 EU.

- Ma'aser Sheni (hebräisch מַעֲשֵׂר שֵׁנִי ‚der zweite Zehnt‘), dieser Zehnt war für den Tempelgebrauch vorgesehen. Alle zwei Jahre musste ein weiterer Zehnt abgegeben werden, der entweder nach Jerusalem gebracht wurde, um dort für den Tempeldienst oder für das Opferfest verwendet zu werden, oder – falls zu weit entfernt – in Geld umgewandelt und in Jerusalem ausgegeben werden sollte 5 Mos 14,22-27 EU.

- Ma'aser Ani (hebräisch מַעֲשֵׂר עֲנִי ‚der Zehnt für die Armen‘), dieser Zehnt wurde alle drei Jahre abgegeben und war dafür vorgesehen, die Bedürftigen, wie Waisen, Witwen und Fremde, zu unterstützen, 5 Mos 14,28-29 EU.[4]

### Als einmaliger Akt
Bereits vor dem mosaischen Gesetz (Gen 14,20 ) erhält der König und Hohepriester Melchisedek von Abraham den Zehnten der Kriegsbeute als freiwillige und situationsbedingte einmalige Abgabe:

„Er segnete Abram und sagte: Gesegnet sei Abram vom Höchsten Gott, dem Schöpfer des Himmels und der Erde, und gepriesen sei der Höchste Gott, der deine Feinde an dich ausgeliefert hat. Darauf gab ihm Abram den Zehnten von allem.“

Nachdem Jakob nachts von der Himmelsleiter geträumt hat, ist er ergriffen von Gottes Zusagen und gibt ihm im Gegenzug ein dreifaches Versprechen, zu dem auch das Verzehnten seiner Erträge gehört:

„Jakob machte das Gelübde: Wenn Gott mit mir ist und mich auf diesem Weg, den ich gehe, behütet, wenn er mir Brot zum Essen und Kleider zum Anziehen gibt, wenn ich wohlbehalten heimkehre in das Haus meines Vaters, dann wird der HERR für mich Gott sein und dieser Stein, den ich als Steinmal aufgestellt habe, soll ein Gotteshaus werden. Von allem, was du mir gibst, will ich dir gewiss den zehnten Teil geben.“

### Im mosaischen Gesetz
Das spätere mosaische Gesetz schreibt dann vor, dass die Israeliten dem Herrn einen Zehnten der Ernte und des Viehs geben sollen. Dieser Zehnte war zum Dank für die Gaben Gottes gedacht und für den Unterhalt des Stammes Levi, dem der Tempeldienst zugewiesen war und der deshalb keinen Landbesitz hatte. Die Naturalabgabe konnte auch durch eine Geldgabe ersetzt werden, nur musste der Betrag um ein Fünftel höher sein. Grundsätzlich war der Betrag zum Heiligtum zu bringen, aber in jedem dritten Jahr wurde der Zehnte vor Ort den Leviten und Armen zur Verfügung gestellt.

„Jeder Zehnt des Landes, der vom Ertrag des Landes oder von den Baumfrüchten abzuziehen ist, gehört dem HERRN; er ist etwas Heiliges für den HERRN. Will ein Mann einen Teil seines Zehnten auslösen, muss er ein Fünftel dazuzahlen. Jeder Zehnt an Rind, Schaf und Ziege ist dem HERRN geweiht, jedes zehnte Stück von allem, was unter dem Hirtenstab hindurchgeht.“

Die aaronitischen Priester (Tempeldiener) erhielten direkt nichts vom Zehnten des Volkes. Dafür erhielten sie gemäß Num 18,26  den Zehnten vom Zehnten aus den Händen der Leviten. Daran knüpft die Kritik in Mal 3,10  an. Die Priester hatten es unterlassen, den Folgezehnten in das Haus Gottes zu bringen (wahrscheinlich aufgrund von Korruption), und sie wurden dafür von Gott durch den Propheten Maleachi streng gerügt. Bereits in Neh 13,10 ff.  wurde die mangelnde Umsetzung der Zehntengelder-Verwendung und die Zehnthof-Verwaltung kritisiert. Damals sind Leviten und Sänger auf ihren ländlichen Besitz zurückgekehrt, weil sie ihre Löhne nicht erhalten hatten.

„Rede zu den Leviten und sag zu ihnen: Wenn ihr von den Israeliten den Zehnten entgegennehmt, den ich euch von ihnen als euren Erbteil zugewiesen habe, dann gebt davon dem HERRN ein Hebeopfer als Zehnten vom Zehnten!“

Im 5. Buch Mose (Deuteronomium) werden in Dtn 12,6 , Dtn 14,22–29  und Dtn 26,12–15  die Satzungen rund um den Zehnten für das Volk Israel zusammengefasst. In 5. Mose 14,22 ff. wird erwähnt, wovon der Zehnte bezahlt werden sollte: vom Ertrag von Korn, Wein und Öl sowie von der Erstgeburt der Rinder und Schafe. Empfänger nach 5. Mose 26,12 sind die Leviten, die Ausländer sowie Witwen und Waisen. Der Zehnte hat hier also die Funktion einer geistlichen und weltlichen Abgabe, wobei aus der geistlichen Abgabe auch der Tempelunterhalt sowie das Bildungswesen finanziert wurde. Die Ausgaben für Militär und Sicherheit wurden im alten Israel offenbar nicht aus dem Zehnten des Volkes, sondern vom Staat aus seinen eigenen Zoll- und Markteinnahmen sowie Handelsgewinnen (wie etwa Minen) finanziert.
In 5. Mose 12,6–7 und 5. Mose 14,23 ist ein besonderer Festzehnter erwähnt, der anlässlich einer Pilgerreise nach Jerusalem selbst in Anspruch genommen wurde. Der Festzehnte war keine Abgabe, sondern eine eigene Festtagsrücklage.

„Dorthin sollt ihr eure Brandopfertiere und Schlachtopfertiere bringen, eure Zehnten und das Hebeopfer eurer Hand, was ihr dem HERRN gelobt habt und was ihr freiwillig gebt, und die Erstlinge eurer Rinder, Schafe und Ziegen. Dort sollt ihr vor dem HERRN, eurem Gott, das Mahl halten. Ihr sollt fröhlich sein, ihr und eure Familien, aus Freude über alles, was eure Hände geschafft haben, weil der HERR, dein Gott, dich gesegnet hat.“

Werden die Zehnten so interpretiert, dass der normale Zehnte jedes Jahr erhoben wurde, kommt man mit dem jedes dritte Jahr erhobenen weltlichen Zehnten auf 13 ⅓ Prozent der Einkünfte. Mit dem Festzehnten als interne Rücklage ergibt das zusammen 23 ⅓ Prozent aller Einkünfte. Diese in der Literatur immer wieder vorkommende Schlussfolgerung ist jedoch brüchig: Denn basierend auf Dtn 14,28  wird argumentiert, dass vom Festzehnten jedes dritte Jahr nichts für eigene Zwecke genommen werden solle, weil davon Ausländer, Witwen und Waisen und die Leviten am eigenen Ort leben sollen. Der weltliche Zehnte wird also aus dem Festzehnten generiert. Die Gesamtabgabenlast durch den Zehnten beträgt also 13 ⅓ Prozent, denn das aus dem Festzehnten selbst konsumierte Gut (zwei Drittel des Festzehnten) kann mit Fug nicht als Abgabe bezeichnet werden, sondern als Rücklage innerhalb des Familienbetriebs.

## Der Zehnte im Christentum

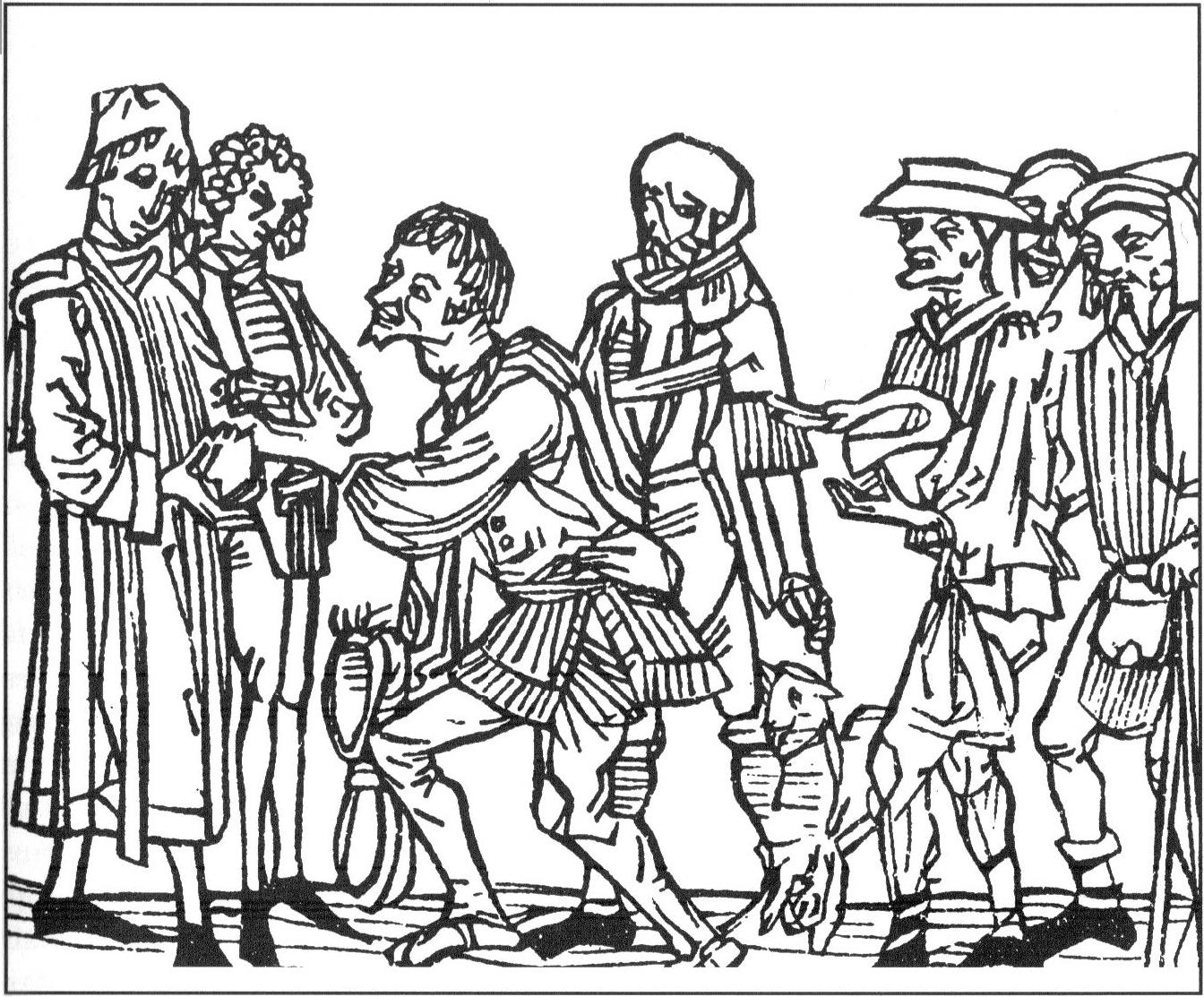
Bauern geben einem geistlichen Herren den Zehnt ab

Teils wird angenommen, im Neuen Testament werde von den Christen kein Zehnter gefordert, sondern nur eine freiwillige Unterstützung armer Mitchristen und armer Gemeinden. 
Unterstützer einer Interpretation des Zehnts nach mosaischem Vorbild berufen sich auf die Stellen Mt 23,23  und Lk 11,42 , in denen Jesus dieser Argumentation zufolge am Zehnten festhält. Befürworter einer freiwilligen Abgabe berufen sich jedoch auf 2 Kor 9,7 . Der Apostel Paulus zieht hier die freiwilligen Gaben eindeutig den Zwangsabgaben vor.
In der Frühzeit des Christentums forderten verschiedene Kirchenväter von den Gläubigen die Abgabe eines Zehnten. Erstmals gesichert in der Vita Severini als Christenpflicht erwähnt, wurde er 585 erstmals für das Königreich Burgund im Rahmen der Dritten Synode von Macon eingeführt.
Weiter heißt es in einem Schreiben Papst Gregors II. vom 1. Dezember 722 an den hl. Bonifatius:

„Aus den Einkünften der Kirche und den Opfergaben der Gläubigen soll er [Bonifatius] vier Teile machen: Einen davon soll er für sich behalten, den zweiten unter den Geistlichen verteilen, entsprechend ihrem Eifer in der Erfüllung ihrer Pflichten, den dritten Teil soll er an die Armen und Fremden geben, den vierten soll er aber für den Kirchenbau zurücklegen.“

Papst Zacharias schrieb 748 einen Brief an vornehme Franken, in dem der Zehnt als bereits bestehend genannt wurde:

„Was aber die Zehnten der Gläubigen betrifft, die in den Kirchen dargebracht werden, so soll es nicht im Belieben des Gebers liegen, sie zu verteilen. Denn die Satzungen der heiligen Väter bestimmen, dass daraus vom Bischof vier Teile gemacht werden sollen. […] Daraus müssen nämlich die Almosen bereitgestellt werden, daraus muss der Kirchenbau und die Altarausstattung bezahlt werden.“

Zur Zeit Karls des Großen wurde der Kirchenzehnt im Kapitular von Herstal 779 Reichsgesetz, um die fränkische Kirche mit Mitteln zu versorgen. In fränkischer Zeit traf der Zehnt die Bauern besonders hart, weil er nicht vom Reinertrag (nach Abzug des Saatgutes) erhoben wurde, sondern vom Rohertrag. Weitere Regelungen zum Zehnt folgten im um 1140 erlassenen Decretum Gratiani.
Regional unterschiedlich erhielten meist der Bischof, der Pfarrer, die Armen und das Bistum je ein Viertel des Zehnten; ab dem 10. Jahrhundert bekam ein Drittel der Pfarrer und zwei Drittel der Bischof, der daraus die Armenfürsorge leisten und für den Bedarf des Bistums (Sachaufwand, Fabrica ecclesiae) aufkommen musste. In Schweden galt bis zur Mitte des 13. Jahrhunderts folgende Zehntaufteilung: Ein Drittel bekam der Priester, die restlichen zwei Drittel wurden dann abermals gedrittelt für Bischöfe, Fabrica ecclesia und Arme.
Durch das Eigenkirchenwesen (Grundherren, z. B. Adlige, besaßen Kirchen zu Eigen) und die Klöster als weltliche Grundherren wurde der Zehnte jedoch oft de facto zur weltlichen Abgabe – der Eigenkirchenherr erhielt zwei Drittel, der Pfarrer ein Drittel. Oft wurde der Zehnte auch verpachtet, und der Pächter bekam die Differenz zwischen dem Zehnten und den tatsächlichen Abgaben.

## Der Zehnte im Mittelalter

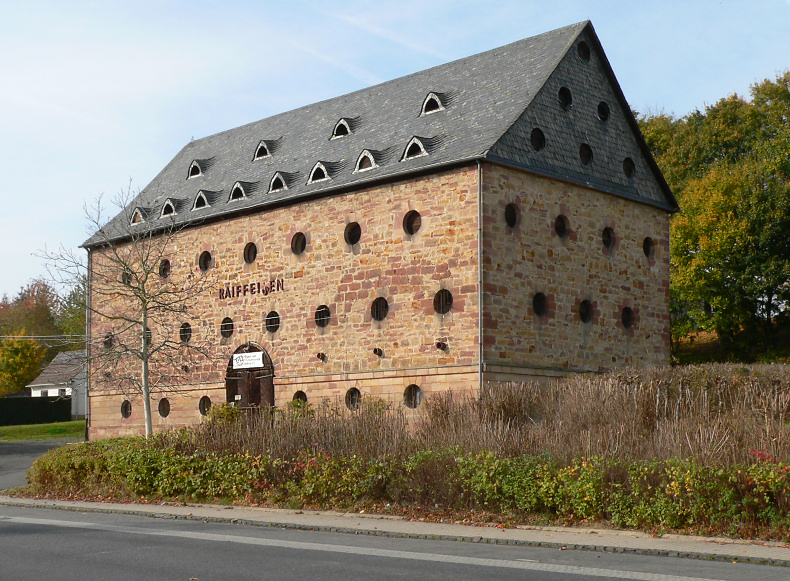
Ehemalige Zehntscheune in Jesberg (Hessen)

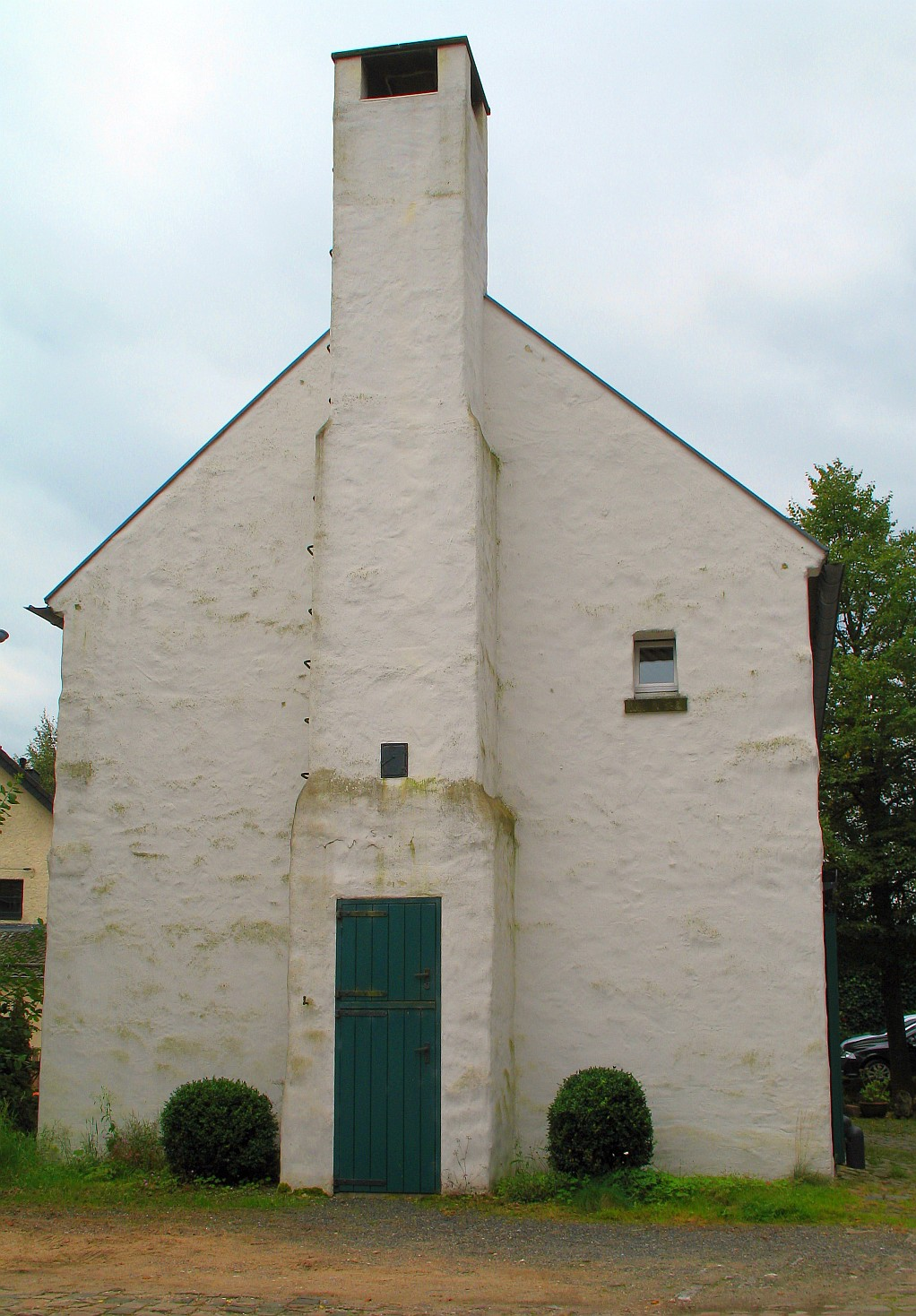
Ehemalige Zehntscheune in Kronenburg, Eifel

### Entwicklung
Der Zehnt im Mittelalter ist eine auf dem Grund liegende Abgabe in Naturalien, die zunächst direkt an den Pfarrer abzuliefern war, sich aber seit etwa dem Jahr 1000 von der Pfarrorganisation weitgehend getrennt hatte. Aufgrund der geringer gewordenen Sesshaftigkeit der Bevölkerung über längere Zeit hinweg wurde der Zehnt aus praktischen Gründen von einer persönlichen Leistung zu einer an das Grundstück gebundenen Abgabe verwandelt. Dadurch war auch eine Begründung für die spätere Grundstücksteuer und Vermögensteuer gegeben.
Der Kirchenzehnt wurde vor allem von der Bauernschaft erhoben. Der niedere Adel hatte mit dem Kirchenpatronat insbesondere die Kirchenbaulasten am Kirchengebäude und mitunter am Pfarrhaus zu tragen, wofür im Fall von Neubauten neben den Gutsleuten oft Bauhütten, für die überjährige Instandhaltung aber die Gutsknechte, Grundhörigen oder Leibeigenen eingesetzt wurden. Oft kam auch die Besoldung des Pfarrers, Kaplans, Küsters, Kirchenknechts usw. hinzu. Hierfür wurden neben Geld vor allem Naturalabgaben eingesetzt. Der landesherrliche, hohe Adel tritt oft als Stifter von Kirchen und Klöstern hervor, zu denen entsprechende geistliche Pfründen oder Präbenden gehörten. Eigenkirchen sowie das Hauskloster mit der Familiengrablege gehörten zu den Statussymbolen regierender Häuser im Mittelalter. Hoher und niederer Adel gaben zudem freiwillig Opfergaben für Kirchen und Klöster sowie mildtätige Zuwendungen im Rahmen ihrer Herrschaftsausübung, etwa für Hospitäler, die im religiösen Verständnis des Mittelalters, neben Klöster-, Kirchen- oder Altarstiftungen, auch eine wichtige Rolle für ihr Seelenheil spielten.
Die geistlichen Empfänger des Zehnten verpachteten das Recht der Zehnterhebung oft, um mit festen Einnahmen rechnen zu können. Die Pächter, die dann den Zehnt von den Bauern einzogen, waren oft Handelsleute und standen nicht unbedingt nah zur Kirche, sodass diese immer weniger davon sah. Die Pfründen wurden von ihrer ursprünglichen Aufgabe oft sogar dann entfremdet, wenn sie von Klerikern verwaltet wurden. Zur Zeit der Reformation waren 93 Prozent der Pfründen nicht bei einer Pfarrei angesiedelt. Die daraus resultierende Verdrossenheit der Bevölkerung war ein Nährboden für die Bauernaufstände und die Reformation im 16. Jahrhundert. Auch der Diözesan- und Ordensklerus war, soweit nicht als exemt anerkannt, zehntpflichtig und besonders über wiederkehrende Papstzehnte empört.

### Abgabeformen
Das Decretum Gratiani zeichnet eine Modellvorstellung des Zehnten. In der Rechtswirklichkeit kann er sich in eine Vielzahl von Teilabgaben aufteilen. Der Zehnt ist in den Quellen zumeist als eine unabhängig von der Erntemenge festgelegte Abgabe dokumentiert. Er lag je nach Region und Bodenqualität zwischen ca. 10 Prozent und 30 Prozent der Ernte, aber auch darüber hinaus.
In Europa wurden zur Aufbewahrung in den Dörfern spezielle große Scheunen gebaut, die Zehntscheunen (im alemannischen Sprachraum „Zehntscheuern“), die vielfach nach der Kirche die größten Bauwerke eines Dorfes darstellten. Der Pfarrer oder ein eigener Zehentner hoben den Zehent ein, wobei dieser meist vom Zehentholden selbst an einem Sammelpunkt wie dem Wirtschaftshof der Pfarre oder dem Zehnthof abzuliefern war. Zehntpflichtige Orte oder Höfe wurden auch als Zehntbesitz bezeichnet. Der Zehntbesitz wurde meist durch Kauf, Stiftung oder Schenkung erworben. Ein einzelnes Kloster, wie Ebstorf in der Lüneburger Heide, konnte über 60 Dörfer im Zehntbesitz haben. Im Mittelalter wurde der aus dem Alten Testament stammende Zehnt erweitert. Man unterschied zwischen Großzehnt und Kleinzehnt:
- Der Großzehnt war analog der Bibel auf Getreide und meist Großvieh zu entrichten.
- Der Kleinzehnt war zusätzlich auf andere Feldfrüchte als Fruchtzehnt (Küchenkräuter, Obst, Gemüse) und Kleinvieh zu entrichten. Was genau kleinzehntpflichtig war, war örtlich unterschiedlich.

Daneben entwickelten sich weitere Zehntarten, die ebenfalls von Ort zu Ort unterschiedlich erhoben wurden:
- der Weinzehnt (auch „nasser Zehnt“) auf gekelterte Weine
- der Heuzehnt auf geerntetes Heu
- der Holzzehnt auf geschlagenes Holz
- der Fleisch- alias Blutzehnt auf geschlachtete Tiere oder Tierprodukte wie Fleisch, Eier und Milch
- der Neubruchzehnt oder Novalzehnt (auch Rottzehnt, Rodezehnt oder Reutezehnt, in der Schweiz ebenso „Neugrützehnt“) auf Neubruch, das heißt auf neugewonnenes, durch Rodung für den Ackerbau nutzbar gemachtes Land
- der Etterzehnt, der auf Erträge von Gärten und Feldern innerhalb des Etters erhoben wurde[13][14]
- der Bergzehnt im Bergbau
- der Kreuzzugszehnt, eine zeitlich befristete Abgabe zur Finanzierung eines Kreuzzugs.

## Abschaffung des Zehnten

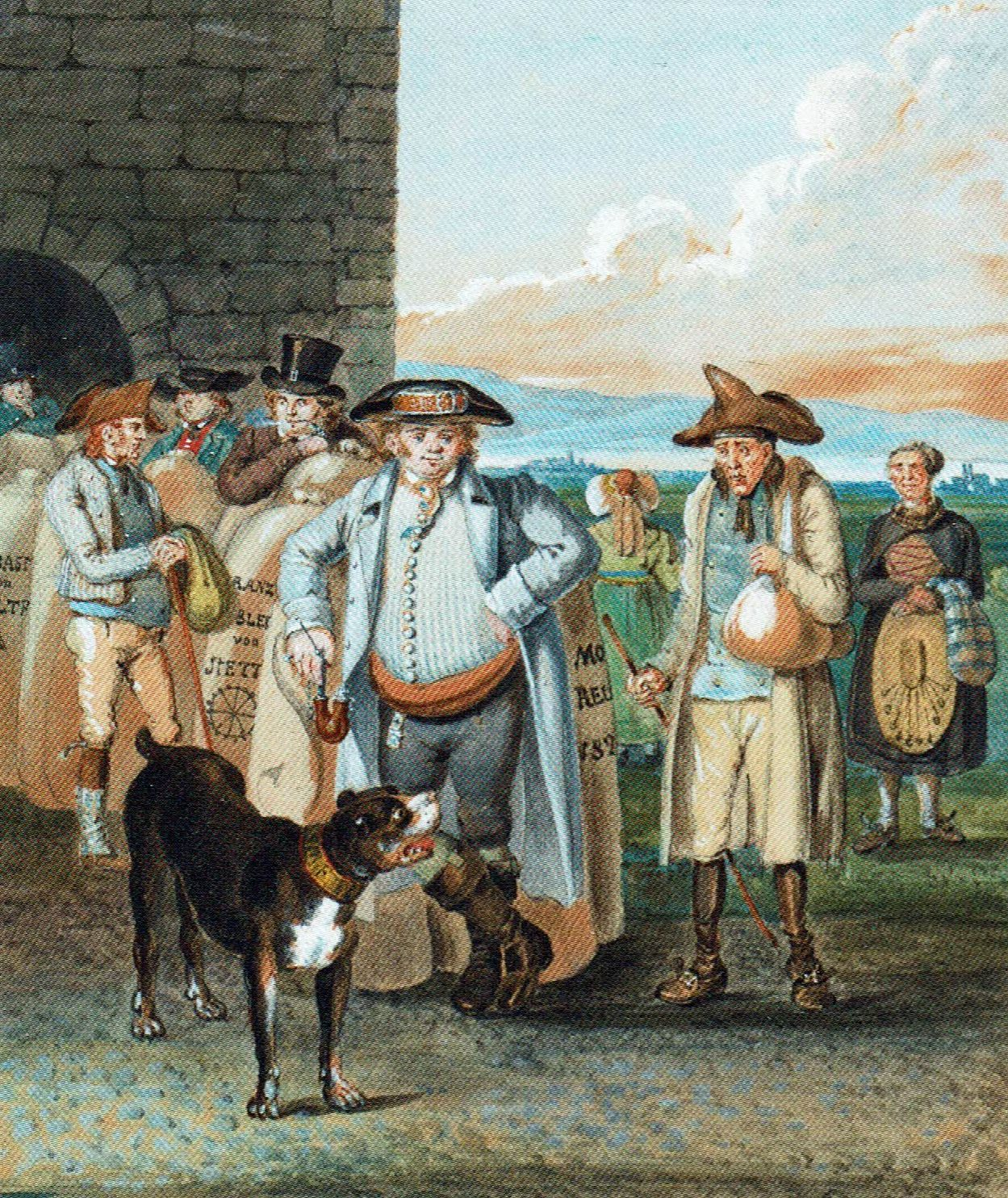
Bauern bei der Ablieferung des Zehnten, Württemberg 1820/25

Nach der Reformation wurde der Zehnte in protestantischen Gebieten der Schweiz verstaatlicht, im Ausgleich dazu übernahm der Staat die finanzielle Verantwortung für die Kirchen. Das Gleiche gilt für die skandinavischen Länder unter der Herrschaft Christians III. von Dänemark und Norwegen.
In der Schweiz wurde der Zehnt ab 1798 als Folge des Einmarsches der Franzosen unter Napoleon Bonaparte und der von ihm eingerichteten Helvetischen Republik abgeschafft. Um die weggefallenen Feudalabgaben und die Sonderbelastungen des Krieges auszugleichen, wurde die bisher einzige zentralistische Steuergesetzgebung der Schweiz eingeführt. Damit wollte man die von den Franzosen geplünderten Staatskassen, die französischen Besatzungskosten und Kriegssteuern sowie den für die Schweiz ungewöhnlich großen Staatsapparat finanzieren. Die an Frankreich entrichteten Gelder wurden größtenteils zur Finanzierung des Ägyptenfeldzugs verwendet. Die zunehmende Finanznot des Staates führte dazu, dass die Zehnten ab 1802 wieder zu entrichten waren, in einzelnen Regionen bereits früher.
Auch in Deutschland hielt sich der Zehnte noch bis ins 19. Jahrhundert. In vielen Fällen war die Abschaffung des Zehnten mit einer Ablösesumme verbunden, die oft zu starker und langer Verschuldung der Bauern führte, wie beispielsweise in der Zehntablösung in Baden. Um das nötige Geld zur Verfügung zu stellen, wurden die Sparkassen gegründet, zum Beispiel die Nassauische Landes-Credit-Casse (als Vorgängerin der Nassauischen Sparkasse) zur Zehntablösung in Nassau.

## Der Zehnte heute
Die großen Kirchen in Deutschland ziehen über die Finanzämter Kirchensteuern ihrer Mitglieder ein. Die Kirchensteuer steht aber nicht in rechtlicher Folge des Zehnten, sie beträgt in Baden-Württemberg und Bayern 8 %, in den übrigen Bundesländern 9 % der Einkommensteuer bzw. Lohnsteuer. Bei der Berechnung der maßgebenden Kirchensteuer/Lohnsteuer werden allerdings für Kinder grundsätzlich Kinderfreibeträge abgezogen.
Anders als die Landeskirchen lassen die Freikirchen keine Kirchensteuern vom Staat einziehen. Sie finanzieren sich durch direkte Zuwendungen der Mitglieder und empfehlen den Zehnten als Orientierung. Beispielsweise gilt bei den Baptisten der Zehnte als Richtwert für die Mitglieder. Auch die evangelisch-methodistische Kirche sieht ihn als Empfehlung nach „biblischem Maß“.
In der Kirche Jesu Christi der Heiligen der Letzten Tage (Mormonen) wird verlangt, dass jeder gemäß seinem Gewissen festlegt, was er als sein Einkommen, seinen Gewinn oder Ertrag betrachtet. Er ist verpflichtet, davon ein Zehntel für das Werk des Herrn zur Verfügung zu stellen.

## Der Zehnte im Islam
Ein islamisches Gegenstück zum Zehnten ist der sogenannte ʿUschr (arabisch عشر, DMG ʿušr ‚Zehntel‘). Er soll bereits von Mohammed eingeführt worden sein. So wird zum Beispiel überliefert, dass Mohammed nach der Bekehrung des arabischen Stamms der Chathʿam denjenigen Angehörigen des Stammes, die durch Bäche bewässerte Felder besaßen, den zehnten Teil ihrer Ernte als Steuer auferlegte. Diejenigen, die hingegen durch Rohre bewässerte Felder besaßen, mussten nur die Hälfte dieses Betrages zahlen. Allgemein wurde später die Regel festgeschrieben, dass landwirtschaftliche Flächen, die durch Regen oder durchgehend wasserführende Ströme bewässert wurden, mit dem ganzen ʿUschr belegt wurden, bei der Notwendigkeit künstlicher Bewässerung dagegen nur der halbe ʿUschr entrichtet werden musste. Der ʿUschr galt als Teil der Zakāt. Im vorkolonialen Marokko wurde der ʿUschr in den „Ländern des Machzen“ vom Sultan und außerhalb von einem Verbündeten des Sultans mit dessen Erlaubnis erhoben.
Nachdem der ʿUschr in den meisten islamischen Ländern im Zuge der Modernisierung abgeschafft wurde, hat man ihn in Pakistan 1980 im Rahmen der Reislamisierungspolitik unter General Mohammed Zia-ul-Haq wieder eingeführt. Die Zakat and 'Ushr Ordinance vom Juli 1980 bestimmt in Art. 5, dass auf alle landwirtschaftlichen Flächen ʿUschr in Höhe von fünf Prozent zu entrichten ist. Es wird also nur die Zahlung des verminderten ʿUschr-Satzes verlangt. Der ʿUschr muss in Bargeld entrichtet werden, bei Weizen und Reis kann die Zahlung aber auch in Naturalien geleistet werden.